# Анджей Сипитковський
Анджей Сипитковський (пол. Andrzej Sypytkowski, 14 жовтня 1963) — польський велогонщик.
Учасник Олімпійських Ігор 1988, 1992 років.